# Líneas nocturnas de la EMT Madrid

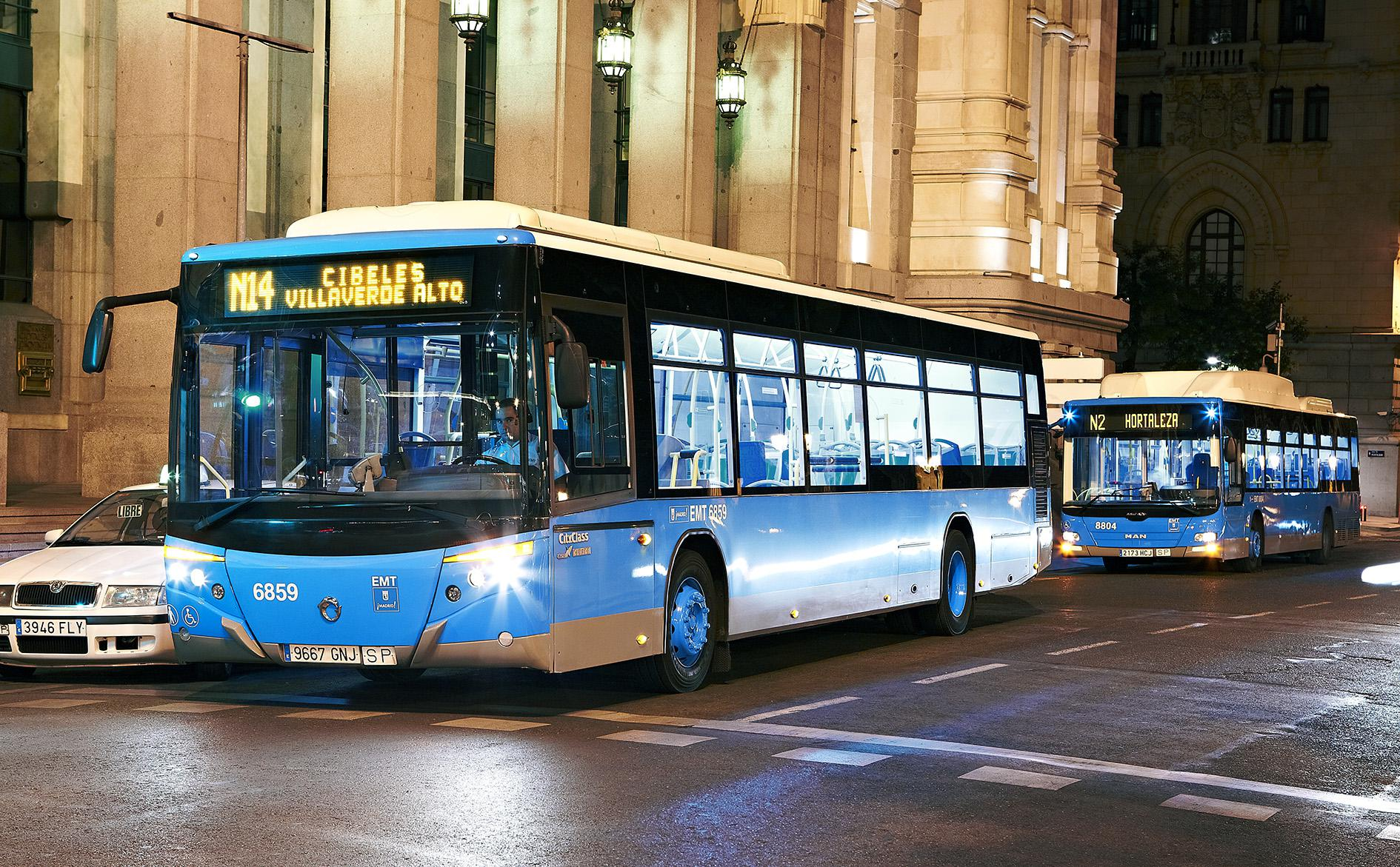
Búhos en Cibeles

La EMT Madrid opera una red de 30 líneas nocturnas (popularmente denominadas búhos) que conectan todas las noches el centro con los distintos barrios de la ciudad. Estas líneas se pueden clasificar de la siguiente forma:
- Las líneas N1 a N24 conectan la periferia con la Plaza de Cibeles.
- Las líneas N25 y N26 conectan Alonso Martínez con Villa de Vallecas y Aluche, respectivamente.
- La línea N27 es la denominación que se le da al servicio nocturno de la línea Exprés Aeropuerto. Conecta Cibeles con el aeropuerto haciendo solo una parada intermedia junto a la estación de O'Donnell.
- Las líneas N28 y N31 conectan Moncloa con Aravaca y El Pardo, siendo las únicas líneas nocturnas que no se adentran en el centro de la ciudad.
- Las líneas NC1 y NC2 rodean de forma circular la ciudad, mallando toda la red nocturna y uniendo entre sí la mayoría de principales intercambiadores de la ciudad.

## Historia
La primera red de autobuses nocturnos data de octubre de 1974, cuando se crearon 11 líneas que conectaban Cibeles, Sol y Callao con Hortaleza, Canillejas, Moratalaz, Vallecas, San Cristóbal de los Ángeles, Villaverde Alto, Carabanchel, Cuatro Vientos, Lacoma, Fuencarral y Manoteras. Aunque desde entonces la red ha sufrido variaciones, la idea ha seguido siendo que todas las líneas fueran completamente radiales y partieran desde una ubicación central donde hacer transbordo.
Desde la creación de la red, la ciudad de Madrid fue creciendo, y con ella su vida nocturna. El final de la dictadura y la llegada de la Movida madrileña crearon una vida nocturna que precisaba de mejores opciones de movilidad. Por ello en 1994 la red se reordenó completamente, pasando de 11 a 20 líneas. Estas líneas partían todas de Cibeles, y con la reordenación de recorridos también se aumentaron las frecuencias: cada media hora hasta las tres y cada hora desde entonces.

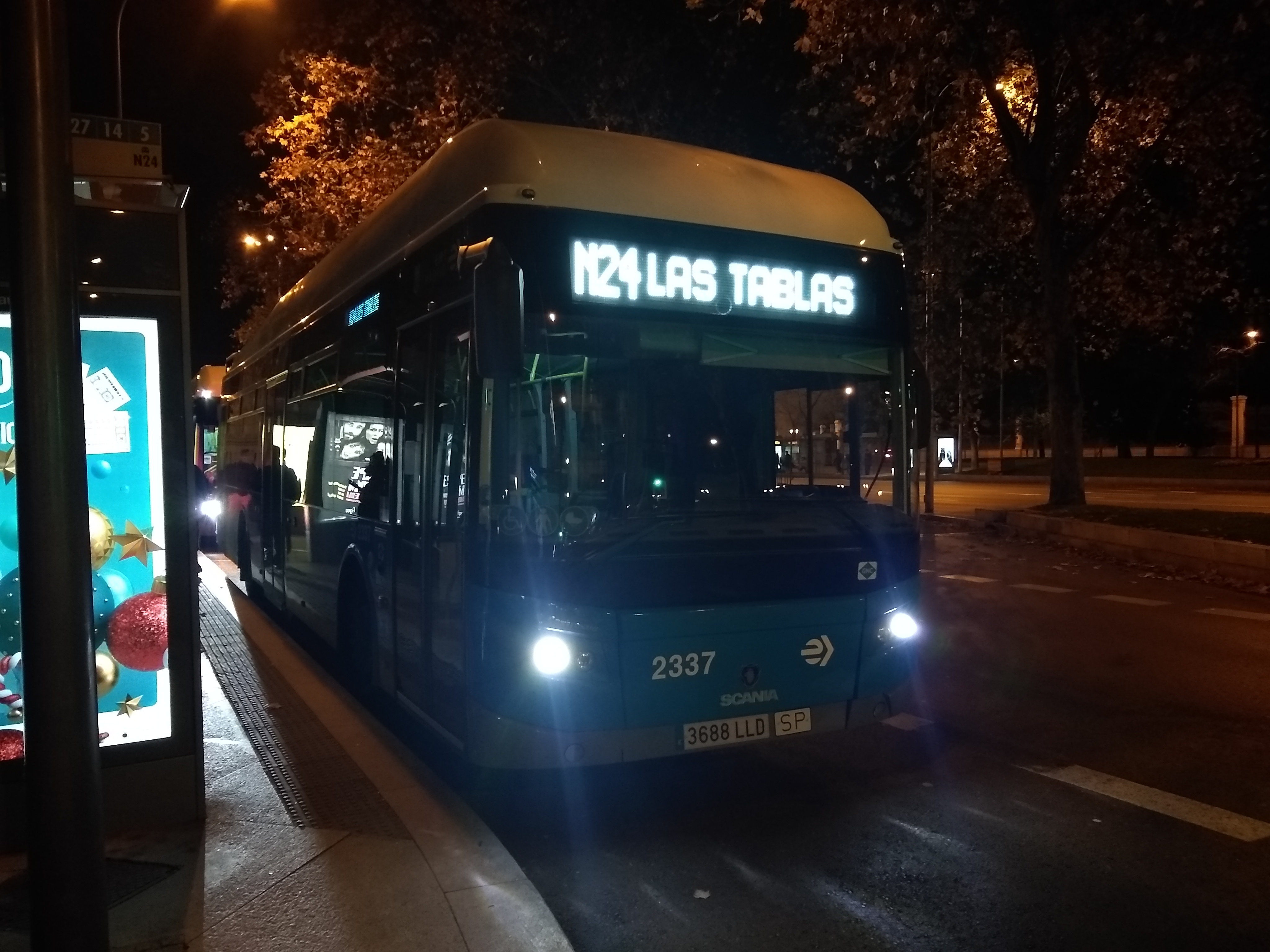
Autobús en la línea N24, denominada como N20 hasta 2002

La siguiente reordenación fue en octubre de 2002, cuando se pasó de 20 a 26 líneas: se añadieron cuatro líneas periféricas, que también salen de Cibeles, y se crearon las líneas NC1 y NC2, circulares nocturnas que recorrían el centro de la ciudad ente Cibeles y Moncloa yendo por los Bulevares y por la Gran Vía. Además, se ampliaron numerosas líneas a los nuevos barrios del extrarradio: se creó una nueva N7 para prestar servicio a Vicálvaro sin pasar por Moratalaz, una nueva N11 para prestar servicio a Méndez Álvaro y Entrevías, la nueva N12 presta servicio a San Fermín y Los Rosales y la nueva N23 llega a Herrera Oria, también se amplió la línea N1 a la colonia Virgen del Cortijo y la N6 a Las Rosas.
Cuatro años después, en 2006, se creó una nueva red de autobuses nocturnos, denominados Búho Metro (o Metro Búho indistintamente; a veces escrito en una sola palabra), cuyas líneas se identificaban mediante la letra L (L1, L2, etc.). Esta nueva red pretendía sustituir el servicio de metro por las noches de viernes y sábados para suplir la promesa electoral de abrir el metro en esas horas. La nueva red, sin embargo, tenía diversos problemas: el cobro de transbordos (gratuitos en metro), la no expansión de la red según lo hacía la de metro, la imposibilidad de reproducir los recorridos subterráneos por las calles de la superficie y las malas frecuencias hicieron que el servicio se suprimiera en 2013.
En mayo de 2009 se volvieron a ampliar diversas líneas para atender nuevos barrios: Sanchinarro (N1), Barajas (N4), Colonia Fin de Semana (N5), Valderrivas (N7), Ensanche de Vallecas (N9), PAU de Carabanchel (N16 y N17), Arroyo del Fresno (N21), Montecarmelo (N23) y Las Tablas (N24).
Un año después, en noviembre de 2010, se creó la línea Exprés Aeropuerto, que conecta el aeropuerto con el centro de la ciudad las 24 horas del día. Entre las 6:00 y las 23:30 parte de la estación de Atocha, pero de noche lo hace desde Cibeles, junto al resto de líneas nocturnas. A este servicio nocturno se lo conoce como N27, aunque los autobuses no muestran esta denominación, tan solo el icono de un avión y el destino de la línea.
En 2013 también se eliminaron los mencionados metrobúhos y las líneas NC1 y NC2, y se crearon las líneas N25 y N26. Éstas conectan la plaza de Alonso Martínez con Villa de Vallecas y Aluche, respectivamente, siguiendo a grandes rasgos los trazados de las líneas 1 y 5 de metro. Pese a salir de Alonso Martínez, presumiblemente por la falta de espacio en Cibeles, también pasan por dicha plaza por lo que el transbordo sigue siendo posible. También se hicieron modificaciones en las líneas N15, N17, N22, N23
En mayo de 2017, la línea N2 se amplió desde su cabecera en Hortaleza para servir al nuevo desarrollo de Valdebebas, la línea N12 se amplió al nuevo barrio de Butarque, la línea N13 modifica su recorrido para pasar por Méndez Álvaro y la Avenida del Planetario, la línea N18 modifica su recorrido para pasar por la calle Sepúlveda y la línea N20 se amplió al barrio de Arroyo del Fresno y la estación de Pitis.
La línea N28, fue creada en octubre de 2018 para conectar el barrio de Aravaca con el resto de la red.
El 10 de abril de 2023, la línea N6 se amplió desde su cabecera en Las Rosas para servir al nuevo desarrollo de El Cañaveral.
El 29 de noviembre de 2023, se realizaron modificaciones en varias líneas: la línea N3 se amplió desde Canillas a los recintos feriales de IFEMA, la línea N4 añadió varias paradas en el barrio de Corralejos, la línea N8 reordenó su ruta estableciendo su cabecera en el área intermodal de Pavones, la línea N11 añadió varias paradas en el barrio de San Diego, la línea N15 fue ampliada al Hospital 12 de Octubre, la línea N18 fue ampliada a Las Águilas, la línea N22 fue ampliada al barrio de La Paz y la línea N28 añadió varias paradas en Valdemarín. Además, se crearon dos nuevas circulares nocturnas, NC1 y NC2, con un recorrido prácticamente idéntico al de las líneas diurnas C1 y C2.
La última línea de la red, la N31, fue creada el 1 de diciembre de 2024 (las numeraciones N29 y N30 están usadas por las líneas NC1 y NC2 respectivamente de forma interna), para conectar el distrito de El Pardo con el resto de la red.

## Red actual

### Recorridos
Para ver la página de cada línea, haga clic en su identificador.
| Línea | Cabeceras                         | Recorrido | Zonas servidas |
| ----- | --------------------------------- | --- | --- |
| N1    | Cibeles Sanchinarro               | Desde Cibeles, toma los Paseos de Recoletos y de la Castellana hasta llegar a la calle María de Molina, que toma para circular por la parte norte de las calles Velázquez y Príncipe de Vergara, al término de la cual toma la Avenida de Pío XII. Recorre entera dicha vía y al acabarla se dirige hacia la calle Arturo Soria, desde la que da una vuelta por la zona de Manoteras para luego dirigirse a la zona de Sanchinarro, donde tiene su cabecera. La vuelta es igual solo que sin meterse en la zona de Manoteras y usando la calle Serrano en lugar de la de Velázquez. | Calle Príncipe de Vergara, Hispanoamérica, Arturo Soria, Pinar de Chamartín, Manoteras y Sanchinarro                                  |
| N2    | Cibeles Valdebebas                | Desde Cibeles, toma la calle Alcalá hasta su intersección con Príncipe de Vergara, que toma hacia el norte para luego seguir por López de Hoyos. Recorre esta calle dando una pequeña vuelta por la zona norte de Hortaleza para luego llegar a Las Cárcavas, que atraviesa antes de llegar a Valdebebas. En dicho barrio, circula por Juan Antonio Samaranch y Félix Candela hasta llegar a su cabecera. La vuelta es prácticamente igual que la ida. | Núñez de Balboa, Prosperidad, San Juan Bautista, Hortaleza, Las Cárcavas y Valdebebas                                                 |
| N3    | Cibeles Feria de Madrid           | Desde Cibeles, toma la calle Alcalá hasta su intersección con Conde de Peñalver, que recorre entera hasta llegar a Diego de León. Desde este punto toma Azcona y la Avenida de Bruselas. Atraviesa el Parque de las Avenidas y toma la Avenida de Badajoz para dirigirse a Arturo Soria, que recorre hasta tomar la Carretera de Canillas, barrio de Villa Rosa y la calle Silvano hasta llegar a su cabecera en IFEMA. La vuelta es prácticamente igual que la ida, exceptuando al inicio, que vuelve por la calle Silvano y la Avenida de Machupichu para volver a la Carretera de Canillas. | Goya, Lista, Guindalera, Parque de las Avenidas, sur de Arturo Soria, Canillas e IFEMA                                                |
| N4    | Cibeles Barajas                   | Desde Cibeles, toma el Paseo de Recoletos hasta Colón, desde donde se dirige a la calle Velázquez, que recorre hasta María de Molina. Sigue por esta calle hasta llegar a la Avenida de América, que recorre entera hasta la Glorieta de Eisenhower. De ahí sale a la Avenida de Cantabria, desde donde va a la de Logroño hasta llegar a la Avenida General. La vuelta, tras atravesar Corralejos, es igual salvo en la Avenida de Cantabria y en que en vez de usar Recoletos y Velázquez se usan Serrano y Alcalá. | Barrio de Salamanca, Avenida de América, Barrio del Aeropuerto, Alameda de Osuna y Barajas                                            |
| N5    | Cibeles Fin de Semana             | Desde Cibeles, toma la calle Alcalá, que toma entera —desviándose por el Barrio de Canillejas circulando por la Avenida de Arcentales— hasta llegar a la Avenida de América, que toma brevemente para entrar en Ciudad Pegaso. Desde ahí se dirige al Polígono Industrial Las Mercedes y a la Colonia Fin de Semana, donde solo tiene su cabecera. La vuelta es prácticamente igual que la ida. | Goya, Ventas, El Carmen, Pueblo Nuevo, Barrio de Canillejas, Ciudad Pegaso y Colonia Fin de Semana                                    |
| N6    | Cibeles El Cañaveral              | Desde Cibeles, toma la calle Alcalá, que sigue hasta tomar la calle O'Donnell en su origen. Sigue esta calle, la Avenida del Marqués de Corbera y la calle Ascao hasta tomar la calle de los Hermanos García Noblejas sentido sur, por donde llega a Pobladura del Valle. Cuando termina esta calle se dirige a la de Suecia, continúa hacia Vicálvaro por la avenida Canillejas a Vicálvaro y Villablanca, y alcanza El Cañaveral por Boyer, Torrejón de la Calzada y Miguel Delibes. Tras realizar un circuito neutralizado, la vuelta es prácticamente igual que la ida. | O'Donnell, La Elipa, Ascao, San Blas, Las Rosas, Vicálvaro y El Cañaveral                                                             |
| N7    | Cibeles Valderrivas               | Desde Cibeles, toma la calle Alcalá hasta el Puente de Ventas, desde el cual toma la Avenida de Daroca. Sigue por esta vía para llegar a la Plaza de Alsacia, donde toma Aquitania y la Carretera de Canillejas a Vicálvaro. Una vez en Vicálvaro da una vuelta por su casco histórico antes de tomar la calle Minerva, donde tiene su cabecera. La vuelta es igual solo que en lugar de usar la calle Aquitania toma la Avenida de Guadalajara. | Goya, Ventas, El Carmen, La Elipa, avenida de Daroca, Casco Histórico de Vicálvaro y Valderrivas                                      |
| N8    | Cibeles Pavones                   | Desde Cibeles, toma la calle Alcalá hasta el inicio de la calle O'Donnell, que toma brevemente para incorporarse a la Avenida Menéndez Pelayo. De ahí sigue por Sáinz de Baranda y Doctor Esquerdo hasta llegar al Camino de Vinateros. Sigue por esta vía para luego dar servicio a diversas calles de Moratalaz. Cuando llega a la Avenida del Doctor García Tapia la recorre entera hasta llegar al Camino Viejo de Vicálvaro, que sigue brevemente hasta llegar al Bulevar de Indalecio Prieto. Sigue por el Bulevar de José Prat y calle Hacienda de Pavones, donde establece su cabecera. La vuelta es prácticamente igual que la ida. | Ibiza, Estrella, Moratalaz y Valdebernardo                                                                                            |
| N9    | Cibeles Ensanche de Vallecas      | Desde Cibeles, toma el Paseo del Prado hasta Atocha, donde se incorpora al Paseo de la Reina Cristina. A su término entra en la Avenida del Mediteráneo, por donde circula hasta llegar a Santa Eugenia. Circula por diversas calles de dicho barrio, hasta llegar a Villa de Vallecas, que cruza hacia el sur. Al llegar a la Avenida del Ensanche de Vallecas, la recorre hasta que termina en la Gran Vía del Sureste, donde tiene la cabecera. La vuelta es muy distinta a la ida, tomando calles diferentes tanto en el Ensanche como en la Villa de Vallecas y Santa Eugenia. Cuando se incorpora a la Avenida del Mediterráneo sigue el mismo recorrido que a la ida. | Conde de Casal, Santa Eugenia, Villa de Vallecas y Ensanche de Vallecas                                                               |
| N10   | Cibeles Palomeras                 | Desde Cibeles, toma el Paseo del Prado hasta Atocha, donde se incorpora a la Avenida Ciudad de Barcelona, que recorre entera. Al llegar a su término sigue por la Avenida de la Albufera para luego dar una vuelta por todo el distrito de Puente de Vallecas, principalmente por las calles Javier de Miguel, Rafael Alberti —donde tiene su cabecera— y Benjamín de Palencia. Tras terminar esta vuelta toma el camino que siguió a la ida. | Pacífico y el distrito de Puente de Vallecas                                                                                          |
| N11   | Cibeles Madrid Sur                | Desde Cibeles, toma el Paseo del Prado hasta Atocha, donde se incorpora a la Avenida Ciudad de Barcelona, que recorre brevemente para tomar Comercio y Méndez Álvaro, donde llega a Entrevías, zona que atraviesa para llegar a San Diego y El Pozo, donde tiene la cabecera. La vuelta es igual solo que en lugar de ir por Ciudad de Barcelona toma Méndez Álvaro entera. | Méndez Álvaro, San Diego, Entrevías y El Pozo                                                                                         |
| N12   | Cibeles Butarque                  | Desde Cibeles, toma el Paseo del Prado hasta Atocha, donde se incorpora a la Ronda de Atocha, por la que sigue a la Ronda de Valencia y al Paseo de las Acacias. Al llegar a Pirámides toma los paseos de Yeserías y Chopera hasta Legazpi, donde cruza el río y se incorpora a la calle Antonio López. Continúa hacia el sur para luego tomar la calle Estafeta, la Avenida de los Rosales y la calle Berrocal, desde donde llega a Butarque. La vuelta es prácticamente igual que la ida. | Embajadores, Pirámides, Chopera, San Fermín, Los Rosales y Butarque                                                                   |
| N13   | Cibeles San Cristóbal             | Desde Cibeles, toma el Paseo del Prado hasta Atocha, donde se incorpora a la Avenida Ciudad de Barcelona, que recorre brevemente para tomar Comercio y Méndez Álvaro. Desde esta calle sigue por la Avenida del Planetario para llegar a Legazpi por el Paseo del Molino. Cruza el río y recorre entera la Avenida de Córdoba para seguir por la de Andalucía, por la que se desvía en Villaverde Bajo, donde circula por la Avenida Orovilla. Al retomar la Avenida de Andalucía sigue hasta Butarque, donde da una pequeña vuelta y establece su cabecera. La vuelta es igual solo que en lugar de ir por Ciudad de Barcelona toma Méndez Álvaro entera. | Méndez Álvaro, Planetario, Almendrales, San Fermín, El Espinillo, Villaverde Bajo y San Cristóbal de los Ángeles                      |
| N14   | Cibeles Villaverde Alto           | Desde Cibeles, toma el Paseo del Prado hasta Atocha, donde se incorpora al Paseo de Santa María de la Cabeza. Al llegar a la plaza homónima sigue por las calles Embajadores y Jaime el Conquistador. Desde ahí toma brevemente el Paseo de la Chopera hasta Legazpi, donde cruza el río y recorre entera la Avenida de Córdoba para seguir por la de Andalucía. Sale de esta a la altura de la Avenida Verbena de la Paloma para servir a la parte oeste de Villaverde Bajo. Toma la calle Alcocer para llegar a Villaverde Alto, que cruza por el Paseo de Antonio Palacios hasta llegar a la estación. Desde aquí se dirige al P. I. La Resina, donde tiene su cabecera. A la vuelta, su recorrido por Villaverde Alto es diferente, y en Santa María de la Cabeza va por Ferrocarril y el Paseo de Delicias. | Delicias, Almendrales, San Fermín, Ciudad de los Ángeles, Villaverde Alto y Polígono Industrial de Villaverde                         |
| N15   | Cibeles Hospital 12 de Octubre    | Desde Cibeles, toma el Paseo del Prado hasta Atocha, donde se incorpora a la Ronda de Atocha, por la que sigue a la Ronda de Valencia y al Paseo de las Acacias. Al llegar a Pirámides cruza el río y toma Antonio López hasta llegar a Marcelo Usera, por donde sigue hasta llegar a la Avenida Rafaela Ybarra. Sigue por esta vía hasta llegar a la Gran Avenida, donde sigue hacia su cabecera en el Hospital 12 de Octubre. A la vuelta toma la calle Eduardo Barreiros y Avenida de los Poblados hasta la Avenida Rafaela Ybarra, desde donde sigue por el camino que usó a la ida. | Embajadores, Pirámides, Antonio López, Usera, Orcasitas, Orcasur y Doce de Octubre                                                    |
| N16   | Cibeles La Peseta                 | Desde Cibeles, toma la calle Alcalá para luego recorrer enteras la Gran Vía y la Cuesta de San Vicente. Desde Príncipe Pío toma Virgen del Puerto y la Ronda de Segovia hasta Puerta de Toledo, donde coge el Paseo de Pontones y el Puente de San Isidro. Circula brevemente por Ermita del Santo hasta llegar a la Vía Carpetana, por la que va hasta Nuestra Señora de la Valvanera y de ahí a la Avenida de Oporto, que usa brevemente para llegar al Camino Viejo de Leganés. Sigue por esta vía hasta llegar a Pan Bendito, donde callejea para luego incorporarse a la Avenida de los Poblados y la calle Antonia Rodríguez Sacristán. Desde ahí va hacia la calle Thaler, Islazul, y la Avenida de la Peseta, donde tiene la cabecera. La vuelta es prácticamente igual que la ida.                      | Gran Vía, Bailén, Pontones, Príncipe Pío, Ronda de Segovia, Vía Carpetana, Oporto, Pan Bendito, Islazul, Carabanchel Alto y La Peseta |
| N17   | Cibeles Carabanchel Alto          | Desde Cibeles, toma el Paseo del Prado hasta Atocha, donde se incorpora a la Ronda de Atocha, por la que sigue a la calle de Embajadores y al Paseo de Santa María de la Cabeza. Al llegar a Plaza Elíptica toma Valle de Oro hasta llegar a General Ricardos, por donde sigue hasta llegar al Paseo de Marcelino Camacho. Sigue por esta vía hasta llegar a la Avenida Nuestra Señora de Fátima, donde sigue para tomar después la Avenida de Carabanchel Alto, callejeando por Buenavista hacia su cabecera en la Avenida de La Peseta. La vuelta es prácticamente igual que la ida. | Embajadores, Pirámides, Santa María de la Cabeza, Plaza Elíptica, Oporto, Vista Alegre y Buenavista                                   |
| N18   | Cibeles Las Águilas               | Desde Cibeles, toma la calle Alcalá para luego recorrer enteras la Gran Vía y la Cuesta de San Vicente. Desde Príncipe Pío toma Virgen del Puerto y brevemente el Paseo de Extremadura para luego recorrer Caramuel y Sepúlveda hasta el cruce con Concejal Fco. José Jiménez Martín, vía que recorre hasta tomar las calles Alhambra, Duquesa de Parcenty su continuación natural, Camarena. Después callejea por Aluche por Illescas, Tembleque y Maqueda hasta llegar a Aluche, y continuar hacia su cabecera en la avenida de Las Águilas. A la vuelta toma directamente la calle Camarena desde dicha avenida, desde donde sigue por el camino que usó a la ida. | Gran Vía, Príncipe Pío, Puerta del Ángel, distrito de Latina y Aluche                                                                 |
| N19   | Cibeles San Ignacio               | Desde Cibeles, toma la calle Alcalá para luego recorrer enteras la Gran Vía y la Cuesta de San Vicente. Desde Príncipe Pío toma Virgen del Puerto y el Paseo de Extremadura en su totalidad. Después toma la Avenida de Aviación hasta alcanzar su cabecera en San Ignacio circulando por las calles Mirabel y Oliva de Plasencia. A la vuelta toma la calle Blas Cabrera para después girar a General Millán Astray y nuevamente Aviación, desde donde sigue por el camino que usó a la ida. | Gran Vía, Príncipe Pío, Paseo de Extremadura, Campamento, Cuatro Vientos y San Ignacio                                                |
| N20   | Cibeles Pitis                     | Desde Cibeles, toma la calle Alcalá para luego recorrer enteras la Gran Vía y la Cuesta de San Vicente. Desde Príncipe Pío toma el Paseo de la Florida, Avenida Complutense, Miraflores para callejear por Valdezarza hasta alcanzar Cardenal Herrera Oria y la zona de Fuentelarreina, y después tomar Arroyo del Monte, María de Maeztu y Senda del Infante, donde tras dar una vuelta establece su cabecera. A la vuelta varía ligeramente su itinerario en las zonas de Fuentelarreina y Valdezarza, siendo el resto de la ruta igual que a la ida. | Gran Vía, Príncipe Pío, La Florida, Cdad. Universitaria, Puerta del Hierro, Valdezarza, Peñagrande, Fuentelarreina y Pitis            |
| N21   | Cibeles Arroyo del Fresno         | Desde Cibeles, toma la calle Alcalá para luego recorrer enteras la Gran Vía y Princesa, y después girar por Isaac Peral y San Fco. de Sales hasta la Cruz Roja, donde callejea para luego tomar la Avenida de Pablo Iglesias. Desde Francos Rodríguez toma Ángel de la Guarda y Alcalde Martín de Alzaga para subir por Antonio Machado, César Manrique e Isla de Tabarca para luego girar por Fermín Caballero, Herrera Oria y Ventisquero de la Condesa. Tras tomar Cerro Minguete y Valle de Pinares Llanos llega a su cabecera. La vuelta es prácticamente igual que la ida. | Gran Vía, Moncloa, Vallehermoso, Peñagrande, Valdezarza y Arroyo del Fresno                                                           |
| N22   | Cibeles Barrio de La Paz          | Desde Cibeles, toma los Paseos de Recoletos y Castellana hasta la Plaza de Castilla. Después atraviesa Tetuán por las calles Pinos Alta, Plátano y Arroyo para desembocar en el Paseo de la Dirección. Desde ahí sigue por Miramelindos y Avenida de Betanzos para luego girar a Monforte de Lemos. Tras tomar las calles Ginzo de Limia y Sangenjo, llega a Alfredo Marquerie donde tiene su cabecera. La vuelta es prácticamente igual que la ida, pero regresa por Santiago de Compostela y Antonio López Aguado a Monforte de Lomes, y en Tetúan, atraviesa el barrio por Blanco Argibay. | Castellana, Tetuán, El Pilar y La Paz                                                                                                 |
| N23   | Cibeles Montecarmelo              | Desde Cibeles, toma el Paseo de la Castellana hasta Colón, donde sube por Génova hasta tomar Santa Engracia. Prosigue por Bravo Murillo hasta la Plaza de Castilla, donde coge la Avenida de Asturias y Ginzo de Limia para girar por Valencia de Don Juan y seguir por Nuria, La Masó y Costa Brava. Para llegar a su cabecera toma la Avenida Monasterio de Silos. A la vuelta toma Monasterio de El Escorial para seguir por el mismo camino que a la ida hasta Cuatro Caminos, donde toma Bravo Murillo y Fuencarral para desembocar en Sagasta y Génova de nuevo. | Chamberí, Almagro, Ríos Rosas, Tetuán, Ventilla, El Pilar, Mirasierra y Montecarmelo                                                  |
| N24   | Cibeles Las Tablas                | Desde Cibeles, toma los Paseos de Recoletos y Castellana hasta las Cuatro Torres. Desde La Paz, toma Llano Castellano para luego girar por Afueras a Valverde y tomar la M-607 hasta Las Tablas. Allí toma Castiello de Jaca, Camino de Santiago, Sierra de Atapuerca, Valcarlos y Tierra de Melide. A la vuelta toma directamente la Carretera de Colmenar, siendo la vuelta prácticamente igual a la ida. | Castellana, La Paz, Fuencarral, Valverde y Las Tablas                                                                                 |
| N25   | Alonso Martínez Villa de Vallecas | Desde Alonso Martínez, toma Almagro y Zurbarán para incorporarse al Paseo de la Castellana. Tras desviarse en Cibeles hacia la Carrera de San Jerónimo, toma el Paseo de Recoletos y prosigue por Ciudad de Barcelona y su continuación natural, Albufera. Establece su cabecera en la Plaza de Juan Malasaña. La vuelta es prácticamente igual que la ida exceptuando el tramo final; para llegar a Alonso Martínez toma Génova para girar a su cabecera en Almagro. | Almagro, Pacífico, Avenida de la Albufera, Villa de Vallecas                                                                          |
| N26   | Alonso Martínez Aluche            | Desde Alonso Martínez, toma Almagro y Zurbarán para incorporarse al Paseo de la Castellana. Continúa por Recoletos y Prado para tomar después la calle Atocha. Tras bajar por la calle Toledo, sigue por General Ricardos para desviarse por Oca y Guabairo para tomar Nuestra Señora de la Luz. Desde Ocaña, llega a su cabecera en Aluche. A la vuelta, desde Ntra. Sra. de la Luz toma Ntra. Sra. de Fátima y a partir de ahí, el mismo recorrido que a la ida exceptuando el tramo final; para llegar a Alonso Martínez toma Génova para girar a su cabecera en Almagro. | Almagro, Centro, Pirámides, General Ricardos, Vista Alegre y Aluche                                                                   |
| N27   | Exprés Aeropuerto                 | Desde Cibeles, únicamente tiene parada en O'Donnell tomando previamente Alcalá. Recorre las vías M-23, M-40 y M-14 para alcanzar las Terminales 1 y 2. Después, cogiendo las vías M-13 y brevemente la M-12, llega a la Terminal 4. La vuelta es prácticamente igual que la ida. | O'Donnell y Aeropuerto |
| N28   | Moncloa Aravaca                   | Desde Moncloa, pasando antes por la Avenida de la Memoria, Juan Herrera y Séneca, toma la Carretera de Castilla hasta tomar Arroyo de Pozuelo. Tras hacer parada junto a la estación de Aravaca, toma Golondrina y la Ctra. de Húmera para seguir por Ana Teresa, girar por el Camino del Barrial, Pico Ocejón y barrio de Valdemarín para establecer su cabecera en la Glorieta de María Reina. A la vuelta toma Osa Mayor y la Carretera de Húmera, y después seguir el mismo trayecto que a la ida, sin pasar por Juan Herrera. | Moncloa y Aravaca |
| N31   | Moncloa El Pardo                  | Desde Moncloa, toma la Avenida de la Memoria y la A-6, circula brevemente por la M-30 hasta incorporarse a la M-605 para atravesar El Pardo. | Moncloa y El Pardo |
| NC1   | Circular 1                        | Desde Cuatro Caminos, toma las calles Fernández Villaverde, Joaquín Costa y Francisco Silvela, para después bajar por Doctor Esquerdo hasta Conde de Casal, donde gira para tomar la avenida del Mediterráneo y el paseo de la Reina Cristina hacia Atocha. Desde ahí, toma desde la Plaza del Emperador Carlos V las rondas de Atocha, Valencia, Toledo y Segovia, consecutivamente, y llega al paseo de la Virgen del Puerto. Al final del mismo, toma la cuesta de San Vicente y la calle Princesa hacia Moncloa, para después subir por el paseo de Juan XXIII. Vuelve a Cuatro Caminos por la avenida de Reina Victoria. La línea NC1 realiza esta ruta en sentido horario, mientras que la NC2 en sentido antihorario.                                                                                     | Tetuán, Chamberí, Chamartín, Salamanca, Retiro, Arganzuela, Centro y Moncloa-Aravaca                                                  |
| NC2   | Circular 2                        | Desde Cuatro Caminos, toma las calles Fernández Villaverde, Joaquín Costa y Francisco Silvela, para después bajar por Doctor Esquerdo hasta Conde de Casal, donde gira para tomar la avenida del Mediterráneo y el paseo de la Reina Cristina hacia Atocha. Desde ahí, toma desde la Plaza del Emperador Carlos V las rondas de Atocha, Valencia, Toledo y Segovia, consecutivamente, y llega al paseo de la Virgen del Puerto. Al final del mismo, toma la cuesta de San Vicente y la calle Princesa hacia Moncloa, para después subir por el paseo de Juan XXIII. Vuelve a Cuatro Caminos por la avenida de Reina Victoria. La línea NC1 realiza esta ruta en sentido horario, mientras que la NC2 en sentido antihorario.                                                                                     | Tetuán, Chamberí, Chamartín, Salamanca, Retiro, Arganzuela, Centro y Moncloa-Aravaca                                                  |

### Cabeceras en Cibeles

Mapa de los búhos en Cibeles

Las diferentes cabeceras de las 25 líneas que salen de Cibeles están repartidas por toda la plaza y sus alrededores. Concretamente, están organizadas de la siguiente manera:
| Línea | N.º de parada | Ubicación                                     | Líneas de día                                     |
| ----- | ------------- | --------------------------------------------- | ------------------------------------------------- |
| N1    | 72            | P.º de Recoletos junto a Casa de América      | 5 14 27 37 45 53 150 C03                          |
| N2    | 5727          | P.º del Prado junto a la oficina de Correos   | E1 (Cabecera)                                     |
| N3    | 5727          | P.º del Prado junto a la oficina de Correos   | E1 (Cabecera)                                     |
| N4    | 72            | P.º de Recoletos junto Casa de América        | 5 14 27 37 45 53 150 C03                          |
| N5    | 70            | Cibeles: dársenas sur                         | 1 2 9 15 20 51 52 74 146                          |
| N6    | 70            | Cibeles: dársenas sur                         | 1 2 9 15 20 51 52 74 146                          |
| N7    | 70            | Cibeles: dársenas sur                         | 1 2 9 15 20 51 52 74 146                          |
| N8    | 3655          | P.º del Prado: calzada central sentido norte  |                                                   |
| N9    | 5443          | P.º del Prado: calzada central sentido norte  | 14 27 37 45 C03                                   |
| N10   | 5443          | P.º del Prado: calzada central sentido norte  | 14 27 37 45 C03                                   |
| N11   | 5443          | P.º del Prado: calzada central sentido norte  | 14 27 37 45 C03                                   |
| N12   | 5442          | Cibeles: dársenas sur                         | 10 (Cabecera)                                     |
| N13   | 76            | P.º del Prado, 2 (Banco de España)            | 14 27 37 45 001 C03                               |
| N14   | 76            | P.º del Prado, 2 (Banco de España)            | 14 27 37 45 001 C03                               |
| N15   | 5442          | Cibeles: dársenas sur                         | 10 (Cabecera)                                     |
| N16   | 69            | Cibeles: dársenas norte                       | 1 2 9 15 20 51 52 53 74 146 001 Exprés Aeropuerto |
| N17   | 69            | Cibeles: dársenas norte                       | 1 2 9 15 20 51 52 53 74 146 001 Exprés Aeropuerto |
| N18   | 69            | Cibeles: dársenas norte                       | 1 2 9 15 20 51 52 53 74 146 001 Exprés Aeropuerto |
| N19   | 69            | Cibeles: dársenas norte                       | 1 2 9 15 20 51 52 53 74 146 001 Exprés Aeropuerto |
| N20   | 3729          | Cibeles: dársenas sur                         | 34 (Cabecera)                                     |
| N21   | 3729          | Cibeles: dársenas sur                         | 34 (Cabecera)                                     |
| N22   | 72            | P.º de Recoletos junto Casa de América        | 5 14 27 37 45 53 150 C03                          |
| N23   | 73            | P.º de Recoletos: calzada central sentido sur | 5 14 27 37 45 150 C03                             |
| N24   | 72            | P.º de Recoletos junto Casa de América        | 5 14 27 37 45 53 150 C03                          |
| N27   | 5727          | P.º del Prado junto a la oficina de Correos   | Exprés Aeropuerto                                 |

### Tarifas
Las líneas nocturnas tienen las mismas tarifas que las diurnas, y se pueden usar los mismos billetes. Los abonos mensuales o anuales son válidos hasta las 5:00 del día siguiente al que caducan (por ejemplo, si un abono caduca el día 13, se podrá usar hasta las 5:00 del día 14).

### Apodo debúhos

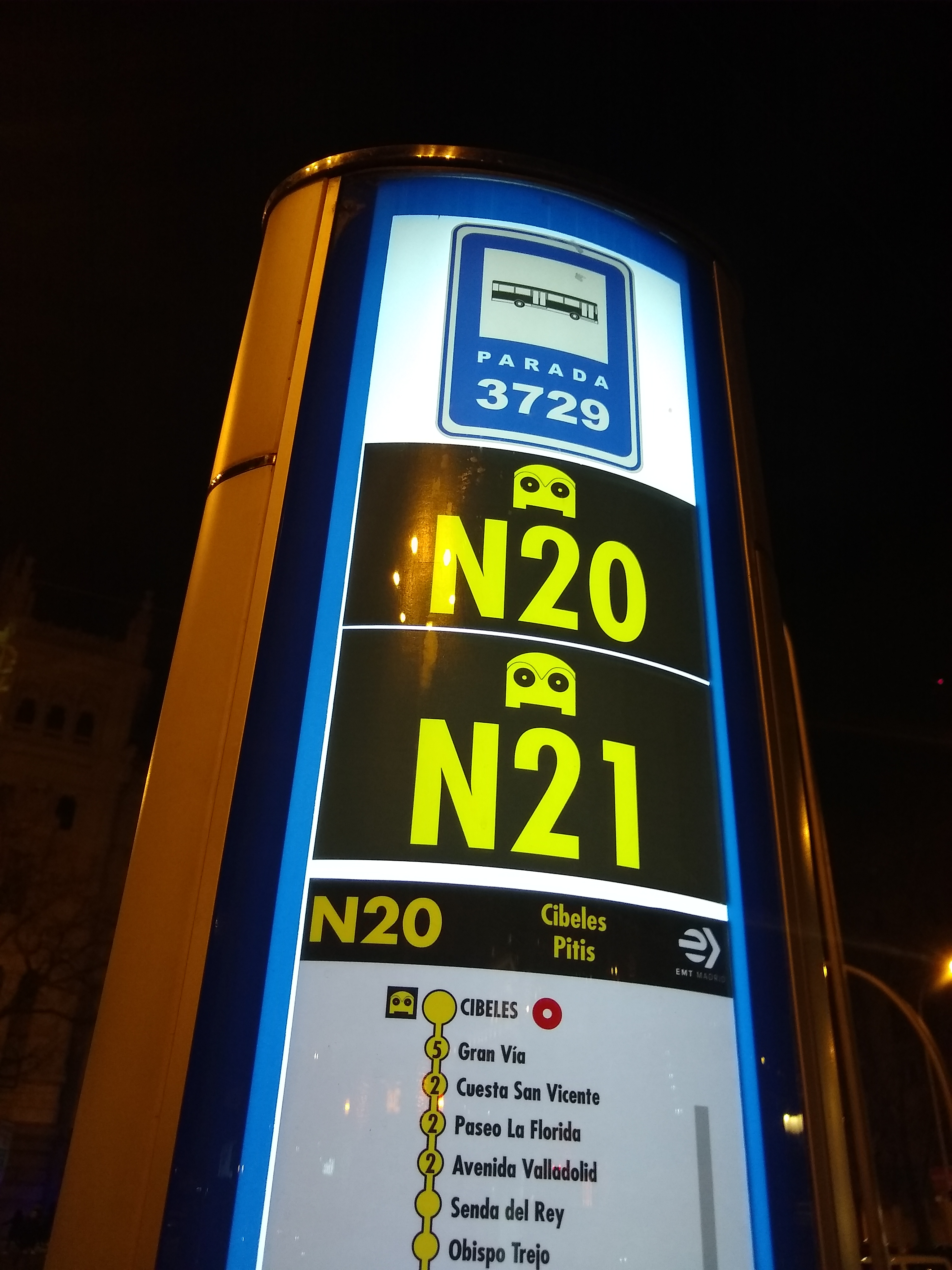
Icono del búho en los identificadores de las líneas

Las líneas nocturnas se suelen denominar búhos por la semejanza que tendrían los autobuses con estas aves, siendo ambos nocturnos y pareciéndose los faros a los ojos del animal. Esta denominación viene desde la creación de la primera red, cuando se promocionaban como búhobuses. La extensión del término ha hecho que a los autobuses interurbanos nocturnos también se los denomine búhos interurbanos o búhos verdes.
El búho también aparece en el icono de estas líneas, un autobús con grandes ojos. Los interurbanos nocturnos usan el mismo icono, solo que en verde.